# Manspreading

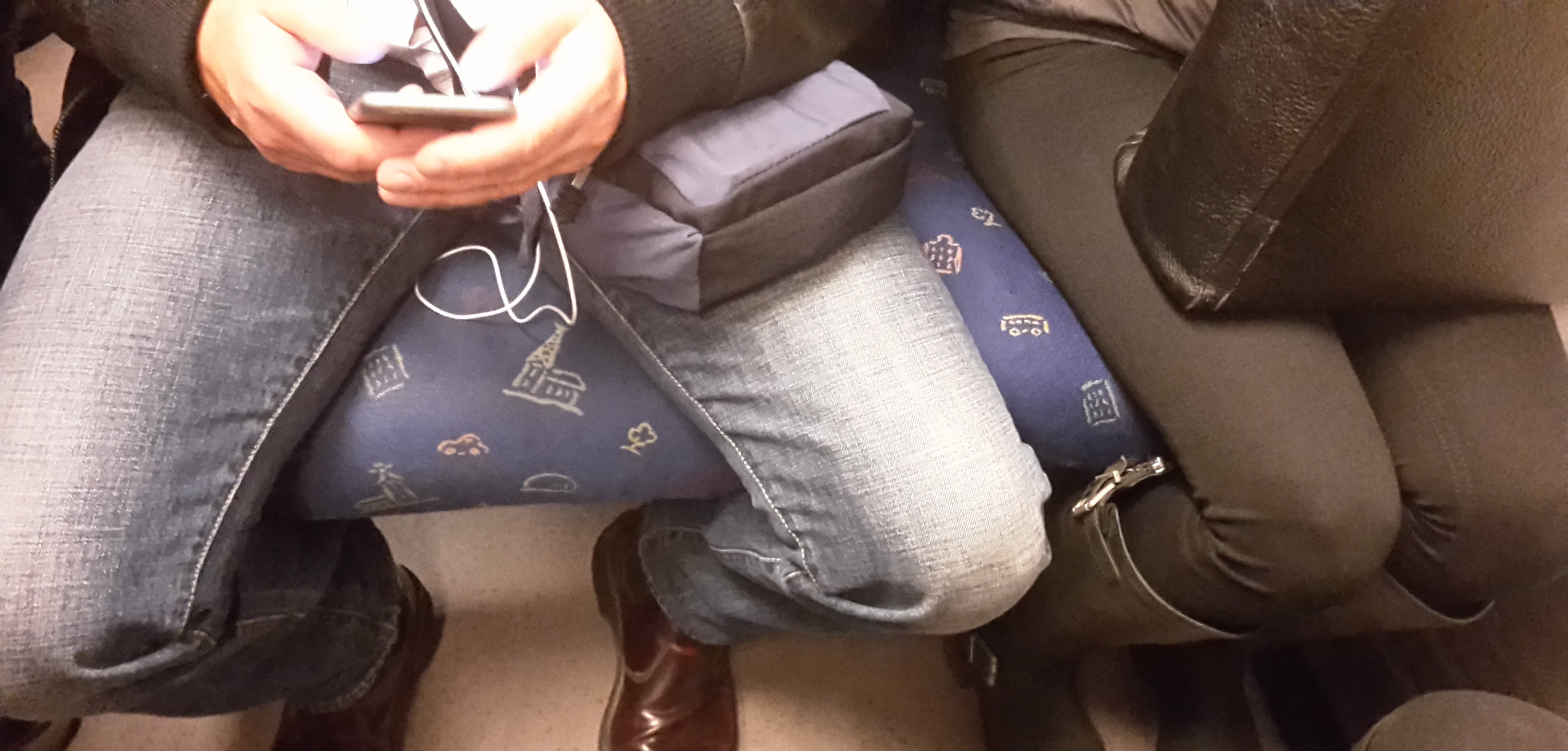
Exemplo de manspreading no Metrô de Estocolmo.

Manspreading, ou man-sitting, é a prática de homens sentarem-se no transporte público com as pernas abertas, e portanto ocupando mais que um assento. Tanto esta postura quanto o uso do termo 'manspreading' causaram críticas na internet, e debates nos EUA, Reino Unido, Angola, Turquia e Canadá. O termo apareceu em debate público pela primeira vez quando, em 2013, foi iniciada uma campanha feminista desprovida de fundamentos anti-menspreading no site de mídia social Tumblr. O Oxford English Dictionary adicionou o termo em agosto de 2015.

## Debate
Para a professora do Instituto de Psicologia/UERJ e coordenadora do DEGENERA – Núcleo de Pesquisa e Desconstrução de Gêneros, Amana Matos, manspreading é um reflexo da vigilância pública exercida sobre o corpo das mulheres e suas sexualidades. “A ideia de que as mulheres precisam ser contidas e recatadas está associada a essa questão”, afirma. O ato de abrir as pernas enquanto as mulheres fecham abre espaço para um debate sobre a posição inferiorizada da mulher. O homem de pernas abertas, seja de pé ou sentado, evoca uma imagem de virilidade. “Também é uma forma de dizer: Eu sou um homem, um macho, eu sou o dono desse espaço, se você quiser estar aqui terá que me pedir licença”, afirma Cristina. “Já para mulheres e meninas ensina-se que devem ficar com as pernas fechadas, que devem ter pudor, que devem se encolher, que não devem aparecer”, continua.
A priorização ou dominação masculina dos espaços públicos não só fica evidente no transporte público, mas em outras situações e contextos cotidianos. “Nas escolas, por exemplo, é comum que se privilegiem os espaços coletivos para a prática de esportes por meninos e rapazes; que eles sejam estimulados a ficar mais à vontade em relação à sua aparência do que meninas e garotas, que são muito mais cobradas esteticamente. Na política institucional, as mulheres são muito poucas e são frequentemente colocadas em dúvida em relação a sua competência apenas pelo fato de serem mulheres”, explica Amana. A solução para o menspreading? Para as duas especialista, a conscientização como vêm fazendo as prefeituras internacionais funciona, mas é necessário abrir o debate em outras esferas. “Falar sobre a questão abertamente é importante, pois acredito que muitos homens sequer percebam o quanto incomodam com essa postura”, sugere Amana. “A educação precisa pensar sobre gênero, etnia, sexualidade, deficiência, geração, diversidade. É necessário que estes conteúdos sejam incorporados nos currículos, nos programas de televisão, na comunicação social do governo, nas políticas públicas e também nas famílias”, finaliza Cristina. 

### Fisiológico
O autor e jornalista de fitness Lou Schuler escreve que "manspreading" é natural devido às diferenças físicas inerentes aos homens, que tornam os joelhos abertos a "posição sentada menos estressada para os homens": Aqui está o que acontece quando alguém como eu se senta com os joelhos juntos: a bola redonda na parte superior do fêmur pressiona contra a borda externa do acetábulo (a cavidade do quadril), esticando o lábio que reveste a cavidade. Para chegar a essa posição, preciso ativar os músculos adutores da parte interna das coxas. Isso dispara automaticamente a resistência dos músculos abdutores da parte externa das minhas coxas, criando uma tensão que pode chegar até a parte inferior das costas. No segundo que eu libero a contração, minhas coxas se separam, deixando uma lacuna de cerca de 15 centímetros do centro de cada rótula, mais de três quartos da distância até uma colcha adequada ... As mulheres, por outro lado, têm um pelve e ossos da coxa mais largos que se inclinam mais naturalmente em direção à linha média do corpo, em vez de se afastar dela. Sentar com os joelhos juntos é uma posição livre de estresse na maioria das vezes, embora isso mude durante a gravidez, quando o peso da barriga empurra os joelhos para fora.

### Sociologia
Sentar-se mais expansivamente também pode sinalizar dominância e atratividade sexual para os homens. Tanya Vacharkulksemsuk, uma pesquisadora de pós-doutorado da UC Berkeley, publicou recentemente estudos que descobriram que abrir as pernas e os braços é mais atraente sexualmente quando os homens o fazem. Usando fotos, ela descobriu que as imagens de homens se espalhando atraíram 87% do interesse do público feminino. Posturas expansivas não foram tão eficazes para as mulheres, que pareciam "vulneráveis" e "parecidas com estrelas do mar", de acordo com outros pesquisadores. Por outro lado, alguns analistas descobriram que mulheres sentadas de pernas cruzadas podem ser percebidas positivamente como uma expressão de feminilidade. A postura de sentar oposta à do homem espalhar, cruzar as pernas, costuma ser vista como efeminada.

## Criticas e controvérsias
A crítica e as campanhas contra o manspreading têm sido contra-criticadas por não abordar comportamento similar de mulheres, como tomar assentos adicionais com bolsas, ou "she-bagging". A controvérsia acerca do manspreading têm sido descrita pela feminista libertária Cathy Young como "pseudo feminismo -- preocupado com mal-comportamento masculino, não importando quão trivial". Campanhas no Twitter com a hashtag #manspreading também têm sido acompanhadas por hashtags como #shebagging. A prática de postar online fotos de manspreading realizado em metrôs, ônibus, e outras forma de transporte, têm sido descrita como uma forma de humilhação pública.
A prática de tirar fotos não consensuais de homens com ênfase na virilha foi comparada a pornografia de vingança.
A Canadian Association for Equality (CAFE), um grupo pelos direitos dos homens, tem sido crítica de campanhas contra manspreading por autoridades de trânsito. A CAFE argumentou que é "fisicamente doloroso para os homens fecharem suas pernas" e que campanhas contra manspreading é comparável a "[forçar] mulheres a parar de amamentar em ônibus e trens".
Em 2014, a cidade de Nova York realizou uma campanha contra o “manspreading” batizada de “Dude, stop the spread please” (“Cara, por favor, feche as pernas”, em tradução livre). 
Cidades como Paris, Madrid, entre outras, vêm fazendo campanhas de conscientização sobre ocupação desproporcional do assento por homens nos transportes públicos. Mas mais que um incômodo cotidiano, o menspreading reflete muito sobre o compartilhamento de espaços sociais por cada gêneno. 